# Hans Holbein cel Tânăr
Hans Holbein cel Tânăr (în germană: Hans Holbein der Jüngere) (n. 1497, Augsburg, Sfântul Imperiu Roman – d. 29 noiembrie 1543, Londra, Regatul Angliei) a fost un pictor elvețian și  german, fiul lui Hans Holbein cel Bătrân, el fiind considerat - împreună cu Albrecht Dürer și Lucas Cranach cel Bătrân - printre cei mai reprezentativi artiști germani din perioada Renașterii nordice. Desenator inegalabil, devine un portretist remarcabil, unul din cei mai mari din istoria picturii în Europa. Precizia liniilor lui, grija față de reproducerea atentă a detaliilor feței și bogăția ornamentațiilor fac din el un pictor extraordinar de prețuit de aristocrații și de burghezii bogați, lăsând posterității chipurile celor mai remarcabile personalități ale vieții culturale și sociale a Europei frământată de Reformă. Grație prieteniei cu Erasmus din Rotterdam și cu Thomas Morus, este introdus în mediul umaniștilor, ale căror idealuri sunt pentru el un izvor de inspirație în crearea scenelor religioase. Pictura lui Holbein denotă totodată, poate mai presus de orice, un meșteșug extraordinar.

## Viața și opera
Nu se cunosc multe amănunte din viața lui, nu s-au păstrat notițe sau alte materiale scrise de mâna lui și avem prea puține informații provenite din partea contemporanilor săi care să arunce o lumină asupra vieții sale personale. S-a născut cu mare probabilitate în anul 1497 în orașul Augsburg din sudul Germaniei, al doilea fiu al pictorului Hans Holbein, cunoscut ca "cel Bătrân". Împreună cu fratele său mai mare, Ambrosius (1494-ca.1516), își începe ucenicia în atelierul tatălui lor. Holbein cel Bătrân (1465-1524), cunoscut mai ales pentru picturi de altare și portrete executate cu neobișnuită strădanie, îi transmite fiului său mai tânăr deprinderea de a observa. În anul 1515, întreprinde prima sa călătorie la Basel unde, împreună cu Ambrosius, intră pentru scurt timp în atelierul maestrului Hans Herbster. Cei doi frați ilustrează un exemplar al cărții lui Erasmus, "Elogiul nebuniei", găsită întâmplător, executând această muncă - după câte se pare - pe socoteală proprie. La vârsta de numai 18 ani, fiind încă ucenic, Hans Holbein primește prima sa comandă din partea primarului orașului Basel, Jakob Meyer. Portretul soților Meyer (1516) marchează debutul carierei sale în pictură. Anii 1517-1519 îi petrece în Lucerna, unde decorează fațadele unor clădiri și execută picturile "Adam și Eva", "Portretul lui Benedict von Hertenstein", precum și un altar pentru biserica augustinilor din localitate, care nu s-a păstrat. Unii cercetători, de exemplu Ganz (1937) și Schmidt (1948), presupun în această perioadă o călătorie a artistului în Italia. Această ipoteză e însă îndeobște contestată. 

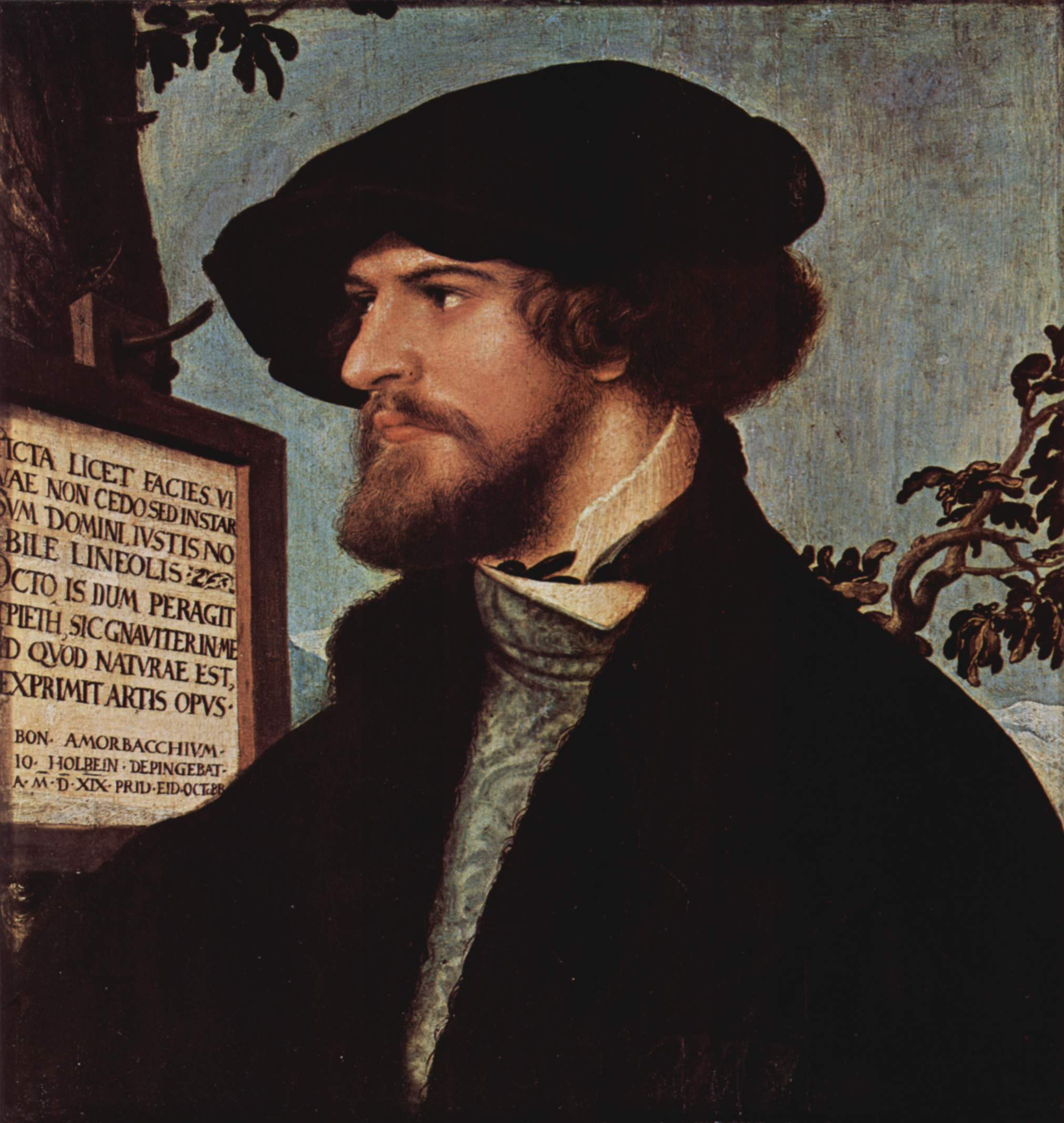
Portretul lui Bonifacius Amerbach, 1519

Holbein revine la Basel în anul 1519, unde e primit pe 25 septembrie ca maestru în breasla pictorilor din Basel. Prima sa operă pe care o pictează și o semnează în calitate de artist independent este portretul scriitorului și umanistului Bonifacius Amerbach, profesor de drept roman la Universitatea din Basel, realizat în anul 1519. Tot în același an se căsătorește cu o văduvă mai în vârstă cu patru ani decât el, pe nume Elisbetha Binzenstock și își deschide propriul atelier.
Anii 1520-1524 reprezintă pentru pictor o perioadă de intensă activitate. Pe data de 3 iulie 1520 devine cetățean al orașului Basel. Primește comenzi de la familiile de vază ale locului, conducerea orașului îi încredințează decorarea sălii de consiliu a Marelui Sfat din clădirea primăriei, iar proprietarii bogați îl însărcinează cu decorarea frontoanelor caselor. Din păcate, nici una din aceste lucrări nu s-au păstrat până în zilele noastre. 

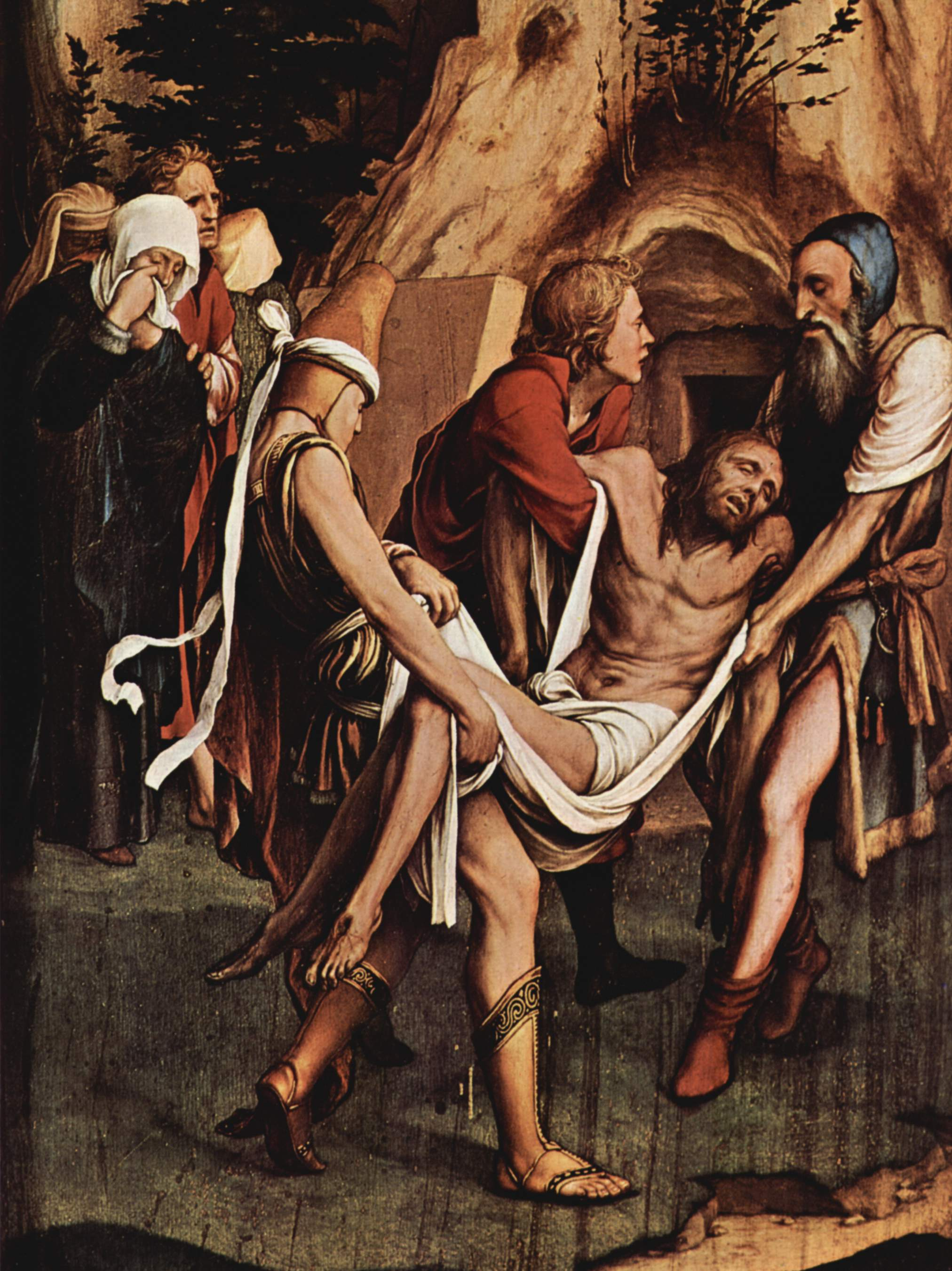
Fragment de altar: Punerea în mormânt (detaliu), 1523

Hans Holbein se împrietenește cu filosoful umanist Erasmus din Rotterdam care, începând din anul 1521, se stabilește la Basel, și îi pictează trei portrete, dintre care cel mai renumit este "Erasmus la masa de scris". Această prietenie va contribui în mare măsură la formarea viziunii umaniste, influențată de ideile reformatoare, a artistului în crearea scenelor religioase. Tot în această perioadă se pot data "Isus în mormânt"(1521), altarul comandat de consilierul Hans Oberried și celebra "Madonna din Solothurn" (1522). Marile diferențe de calitate în grafica atelierului lui Holbein se pot explica printr-un număr deja semnificativ de colaboratori și ucenici.
În anul 1524, moare tatăl lui Holbein și artistul va pleca într-o călătorie în Franța, apoi în Flandra unde se oprește pentru scurtă vreme la Antwerpen și ia contact cu pictorul Quentin Metsys. În Franța se străduise probabil, fără succes, să ajungă în serviciile regelui François I.. Ca demonstrație a artei sale pentru curtea franceză s-au păstrat desenul Jeannei de Boulogne și cel al ducelui de Berry (după opere sculpturale). 
În anul 1526 întreprinde prima călătorie în Anglia, unde sosește cu o scrisoare de recomandație din partea lui Erasmus pentru cancelarul Thomas Morus, membru al Consiliului Regal. În timpul șederii la Londra, Holbein pictează aproape cu exclusivitate portrete, printre altele cel al lui Morus, al arhiepiscopului William Warham și al astronomului Nikolaus Kratzer. În luna august a anului 1528, pictorul revine la Basel și cumpără o casă pe malul Rinului. Cu toate ofertele notabilităților locale, nu se poate hotărî să se stabilească aici. Este din ce în ce mai înfricoșat de violențele iconoclaste determinate de mișcarea Reformei, în care opere de artă din lăcașurile de cult sfârșeau tot mai des în flăcări.

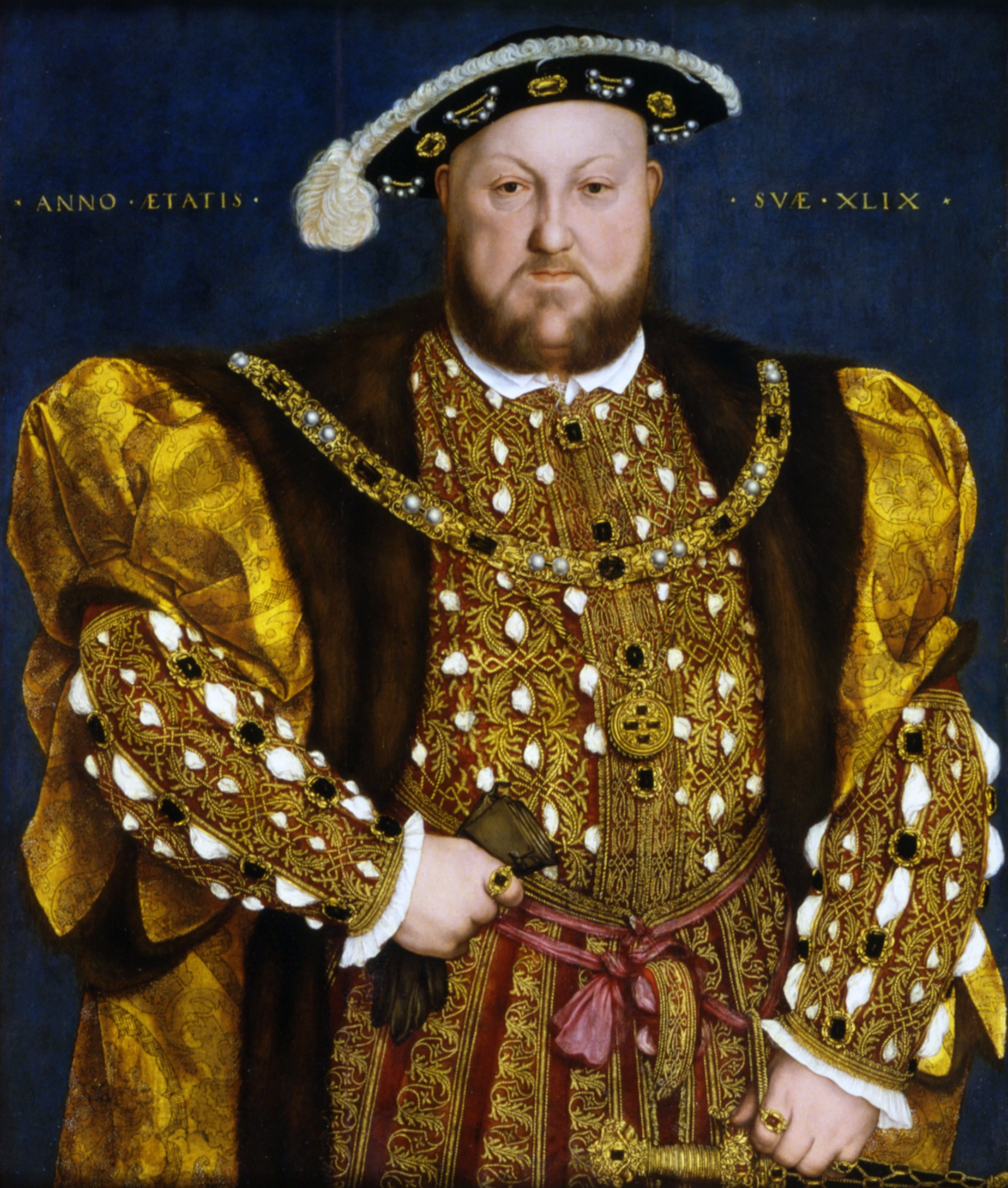
Portretul regelui Henric al VIII-lea al Angliei (1539)

În anul 1532, Hans Holbein se stabilește definitiv în Anglia. Cercul clienților săi se lărgește, este acum un portretist renumit al curtenilor și negustorilor, execută de exemplu în 1533 celebrul portret dublu al ambasadorilor francezi Jean de Dinteville și Georges de Selve, care conține numeroase aluzii la exercitarea artelor liberale și surprinde cu ciudatul memento mori al unui craniu reprezentat prin anamorfoză. În 1536, Holbein primește titlul de pictor al curții regelui Henric al VIII-lea. Regele, care - precum se știe - își schimba frecvent soțiile, unele sfârșind pe eșafod, înainte de a se căsători pentru a patra oară, îl trimite pe Holbein să facă portretele unor eventuale candidate. Dintre acestea, Henric o alege pe Anne de Cleves, care devine a patra sa soție. Când în septembrie 1538, revine pentru scurtă vreme la Basel, conducerea orașului îi oferă o subvenție anuală pe lângă o serie de alte privilegii, dar artistul refuză și se întoarce în Anglia.
Hans Holbein își face autoportretul în anul 1542, pe care îl semnează cu "IOANNES HOLPENIVS BASILEENIS". Un an mai târziu ciuma face ravagii la Londra. Nu se cunoaște cu exactitate ziua morții artistului. Pe 7 octombrie își dictează testamentul, va fi înmormântat pe 29 noiembrie în cimitirul St. Andrews. Holbein se numără printre puținii pictori din nordul Europei care atinge o asemenea perfecțiune a detaliului, o asemenea noblețe autentică și o asemenea minunăție captivantă a culorilor, încât neîndoielnic el este egalul pictorilor italieni contemporani lui.

## Galerie de imagini

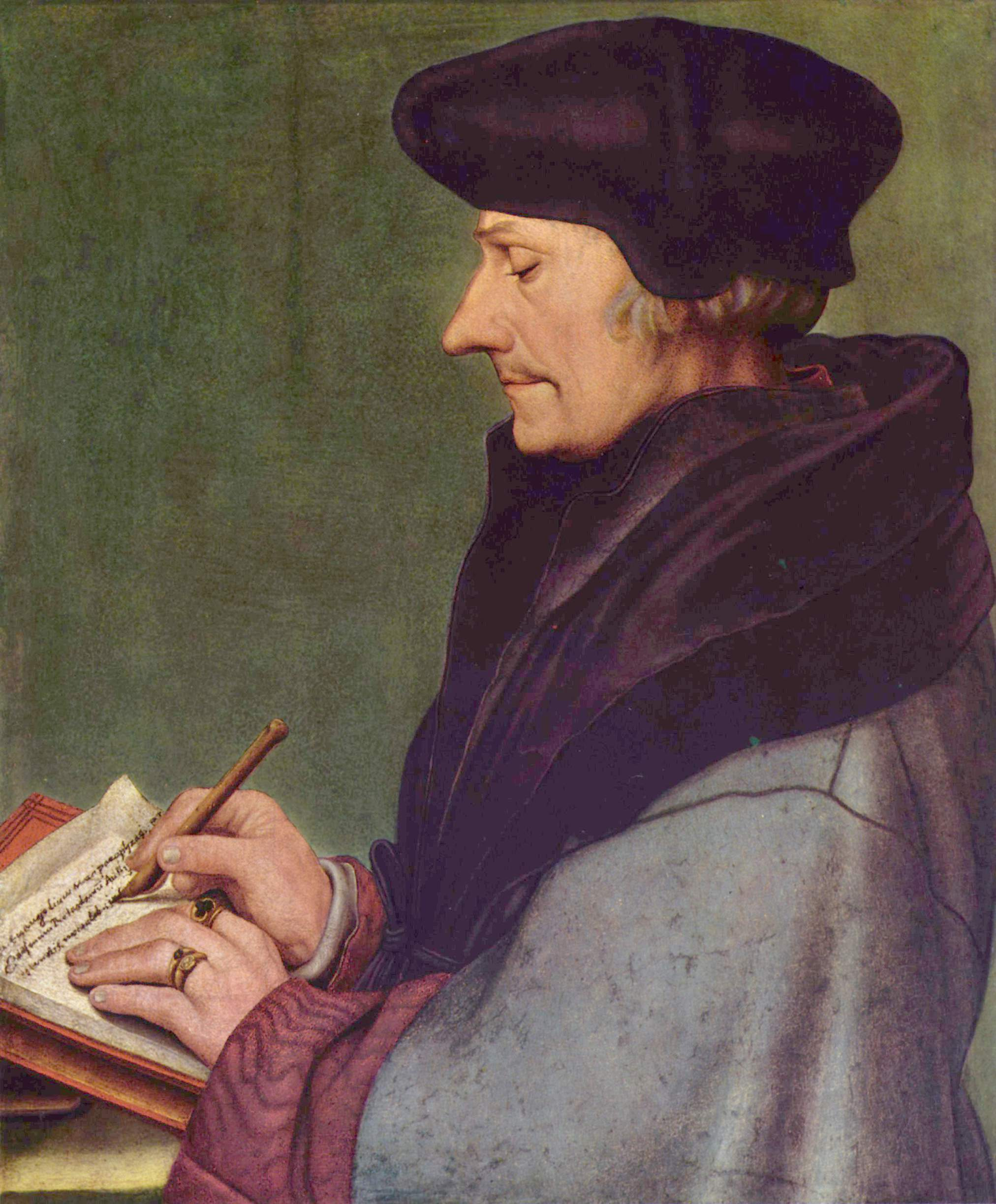
Portretul lui Erasmus din Rotterdam, 1523
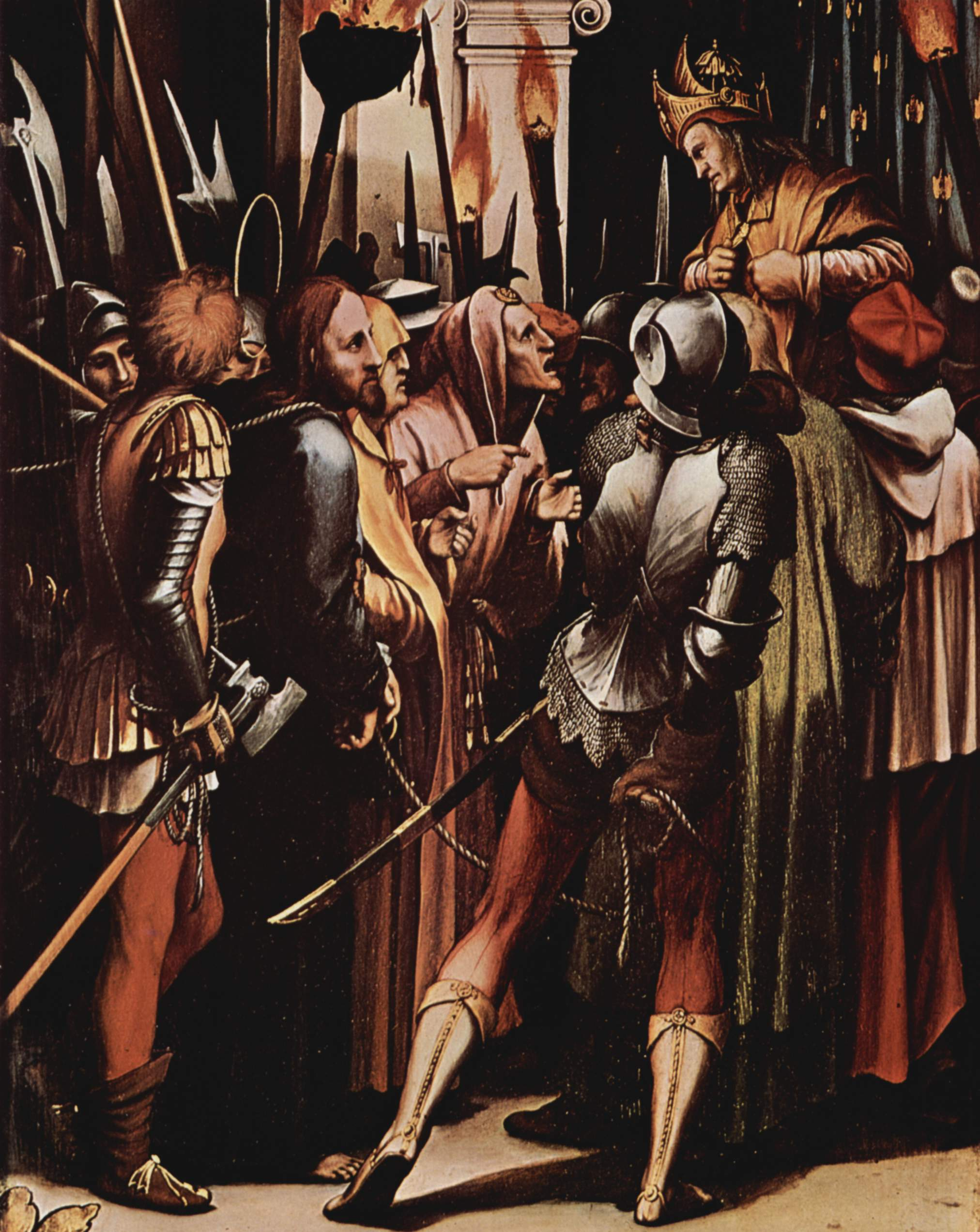
Iisus în faţa lui Pilat, 1523
Portretul lui Thomas Morus, 1527
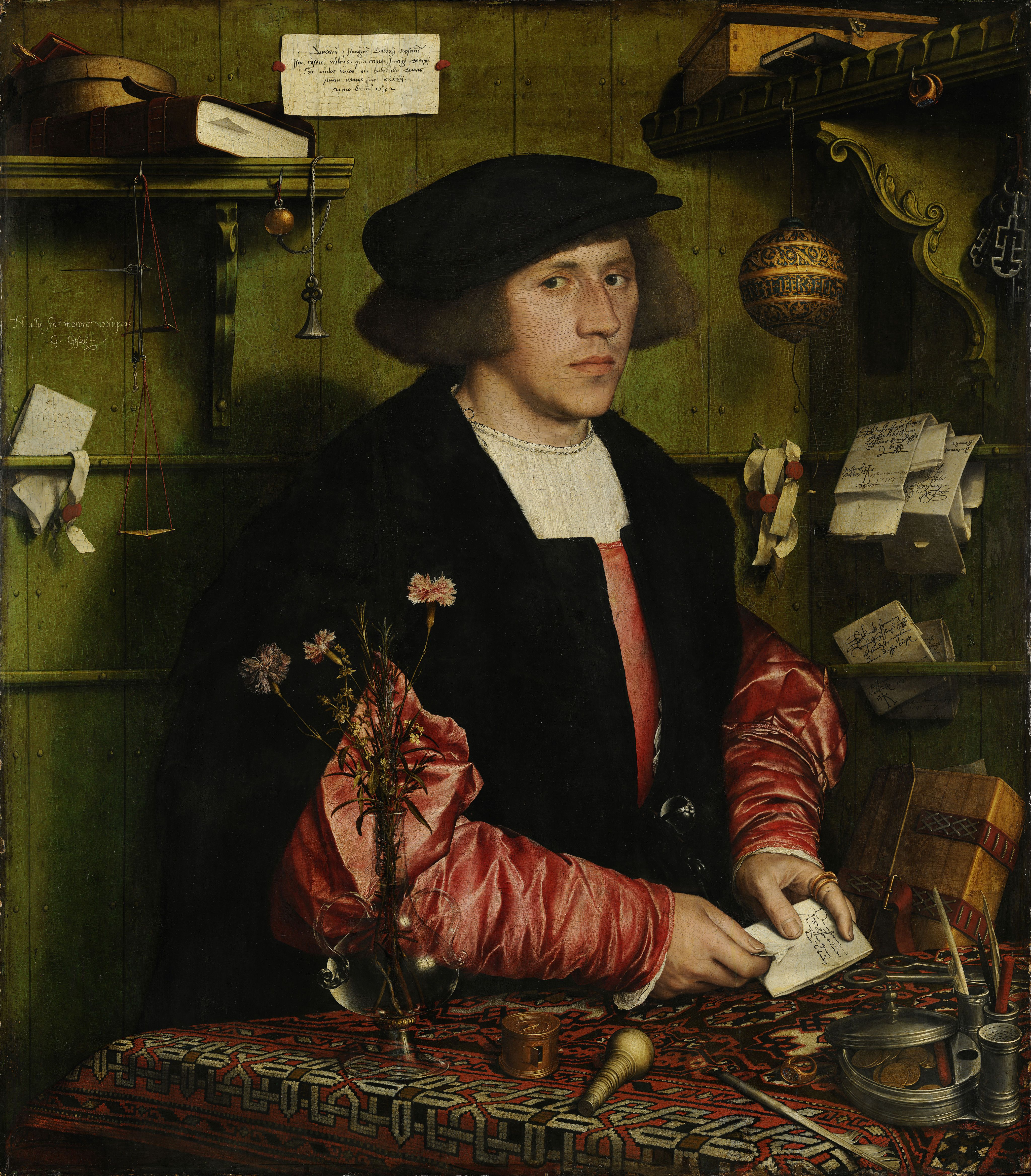
Portretul lui George Gisze, 1532
Ambasadorii, 1533
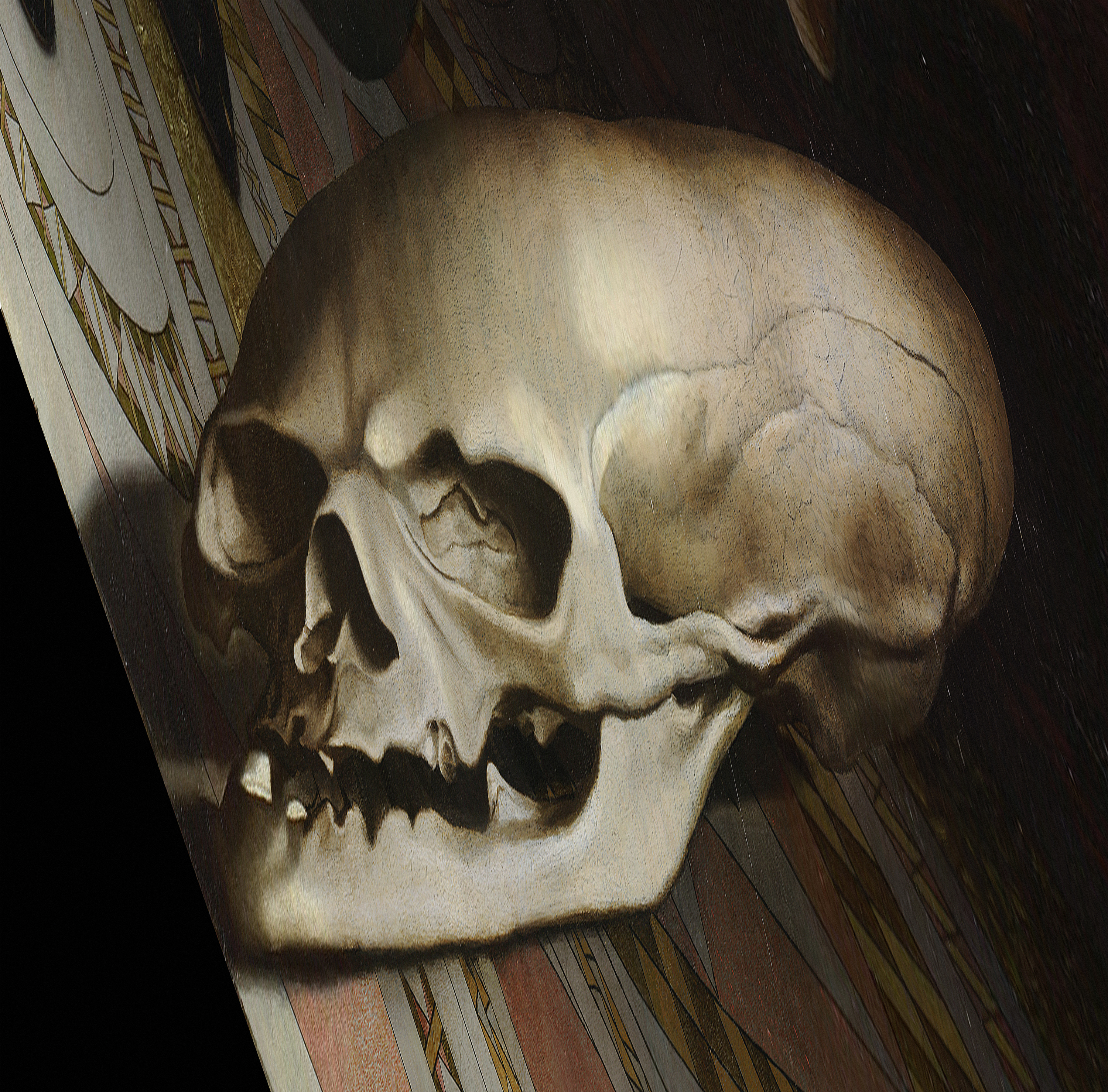
Craniul anamorfozat din pictura "Ambasadorii" (1533)
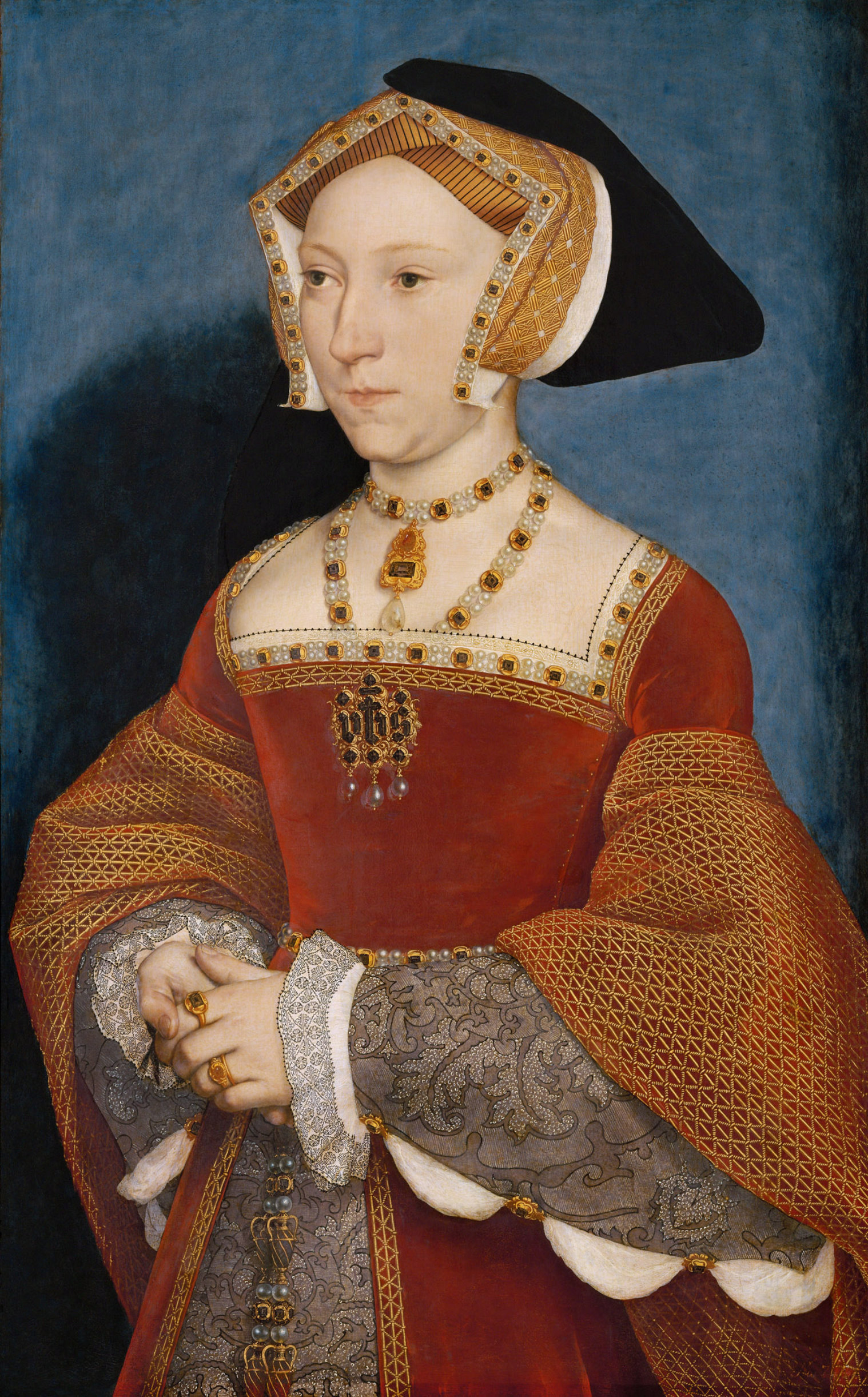
Jane Seymour - a treia soţie a lui Henric al VIII-lea, 1536
Portretul Annei de Cleves, 1538